# Gorsium-Herculia
Gorsium-Herculia is de naam voor de archeologische vindplaats van twee steden uit de Romeinse tijd bij Tác in Hongarije.

## Gorsium
De Romeinen bouwden tussen 46 en 49 n.Chr. een militair kamp bij een oversteekplaats van de rivier Sárrét. Het fort werd ontmanteld aan het begin van de 2e eeuw, waarna keizer Trajanus hier de nieuwe stad Gorsium liet bouwen. Gorsium lag aan een van de belangrijkste knooppunten in de Romeinse provincie Pannonia en groeide uit tot het lokale centrum van de keizercultus en hoofdstad van de provincie.
De Romeinen lieten vele monumenten bouwen zoals tempels, een forum en een amfitheater.

## Herculia
In 260 vielen de Sarmaten de stad aan waarbij deze geheel verwoest werd. Enkele decennia later werd op de grondvesten van de oude stad een nieuwe gebouwd genaamd Herculia. Terwijl het oude Gorsium een stad met veel heidense tempels was, werd Herculia een christelijke stad met kerk en basilieken. De stad beleefde zijn grootste bloei aan het eind van de 4e eeuw, toen het een oppervlakte had van ongeveer 45 hectare. 

Deze stad werd in de middeleeuwen Föveny genoemd en bleef bewoond tot de Turken in de 16e eeuw Hongarije binnenvielen en de stad met de grond gelijk maakten.

## Opgravingen
Vanaf 1958 zijn er opgravingen verricht waarbij de stadsmuren, poorten, de haven, het forum, amfitheater, tempels, basilica's en andere gebouwen zijn blootgelegd. Het totale gebied van de voormalige stad beslaat ongeveer honderd hectare, slechts een klein gedeelte is al blootgelegd. De opgravingen vormen nu een groot archeologisch park en zijn open voor publiek.